# LKL de 2020–21
A Temporada da Liga Lituana de Basquetebol de 2020–21 foi a 28ª edição da principal competição de basquetebol masculino na Lituânia  disputada entre 18 de setembro de 2020 e junho de 2020. A equipe do Žalgiris defende sua hegemonia buscando o vigésimo terceiro título, sendo o décimo primeiro consecutivo.
A liga oficialmente chama-se Betsafe LKL por motivos de patrocinadores.

## Equipes participantes
| Clube           | Localização       | Arena                          |
| --------------- | ----------------- | ------------------------------ |
| Dzūkija         | Alytus            | Alytus Arena                   |
| Juventus        | Utena             | Utena Arena                    |
| Lietkabelis     | Panevėžys         | Cido Arena                     |
| rytas Vilnius   | Vilnius           | Siemens Arena                  |
| Neptūnas        | Klaipėda          | Švyturys Arena                 |
| Nevėžis         | Kėdainiai         | Kėdainiai Arena                |
| Pieno žvaigždės | Pasvalys          | Pasvalys Pieno žvaigždės Arena |
| Šiauliai        | Šiauliai          | Šiauliai Arena                 |
| CBet Prienai    | Prienai-Birštonas | Arena Prienai                  |
| Žalgiris        | Kaunas            | Žalgiris Arena                 |

## Temporada Regular

### Classificação
| Pos. | Clube           | J  | V  | D  | MPF/MPC   | VC/DC  | VV/DV  | Classificação |
| ---- | --------------- | -- | -- | -- | --------- | ------ | ------ | ------------- |
| 1    | Žalgiris        | 36 | 33 | 3  | 91/71.4   | 16 / 2 | 17 / 1 | Playoffs      |
| 2    | rytas Vilnius   | 36 | 27 | 9  | 88.5/79.4 | 15 / 3 | 12 / 6 | Playoffs      |
| 3    | Lietkabelis     | 36 | 23 | 13 | 84.8/80.1 | 14 / 4 | 9 / 9  | Playoffs      |
| 4    | Juventus        | 36 | 23 | 13 | 88.9/86.2 | 12 / 6 | 11 / 7 | Playoffs      |
| 5    | CBET Prienai    | 36 | 14 | 22 | 83.9/89.2 | 9 / 9  | 5 / 13 | Playoffs      |
| 6    | Neptūnas        | 36 | 14 | 22 | 78.9/85   | 10 / 8 | 4 / 14 | Playoffs      |
| 7    | Šiauliai        | 36 | 13 | 23 | 85.2/91.4 | 8 / 10 | 5 / 13 | Playoffs      |
| 8    | Pieno žvaigždės | 36 | 12 | 24 | 79.6/84.5 | 5 / 13 | 7 / 11 | Playoffs      |
| 8    | Dzūkija         | 36 | 11 | 25 | 80.8/85.2 | 6 / 12 | 5 / 13 |               |
| 10   | Nevėžis         | 36 | 10 | 26 | 76/85.2   | 8 / 10 | 2 / 16 |               |

### Fase 1 e 2
| Casa\Visitante  | DZU    | JUV    | LIE   | RYT    | NEP   | NEV   | PIE    | SIA    | PRI     | ZAL    |
| --------------- | ------ | ------ | ----- | ------ | ----- | ----- | ------ | ------ | ------- | ------ |
| Dzūkija         |        | 82-97  | 86-70 | 80-90  | 63-71 | 80-74 | 76-84  | 87-81  | 91-77   | 62-95  |
| Juventus        | 106-98 |        | 76-78 | 79-100 | 85-84 | 83-76 | 89-75  | 96-82  | 89-84   | 90-87  |
| Lietkabelis     | 93-85  | 100-79 |       | 78-59  | 87-82 | 98-69 | 84-60  | 101-76 | 84-87   | 77-82  |
| rytas Vilnius   | 80-74  | 106-77 | 78-72 |        | 95-83 | 96-91 | 106-82 | 107-80 | 105-81  | 72-84  |
| Neptūnas        | 84-81  | 88-97  | 80-90 | 88-97  |       | 76-70 | 80-74  | 88-94  | 96-69   | 74-104 |
| Nevėžis         | 78-82  | 70-87  | 76-70 | 100-94 | 79-76 |       | 58-81  | 96-77  | 92-88   | 47-78  |
| Pieno žvaigždės | 79-68  | 69-79  | 63-82 | 82-79  | 73-77 | 72-82 |        | 87-64  | 104-89  | 67-81  |
| Šiauliai        | 71-102 | 92-87  | 84-86 | 78-86  | 93-88 | 87-85 | 80-81  |        | 95-86   | 74-88  |
| CBet Prienai    | 81-74  | 91-105 | 70-92 | 80-90  | 99-67 | 87-85 | 96-99  | 94-87  |         | 72-96  |
| Žalgiris        | 86-80  | 84-63  | 61-72 | 92-45  | 81-59 | 94-59 | 95-76  | 89-56  | 103-100 |        |

### Fase 3 e 4
| Casa\Visitante  | DZU    | JUV    | LIE   | RYT   | NEP   | NEV   | PIE    | SIA     | PRI   | ZAL    |
| --------------- | ------ | ------ | ----- | ----- | ----- | ----- | ------ | ------- | ----- | ------ |
| Dzūkija         |        | 76-92  | 90-96 | 86-95 | 77-86 | 87-76 | 96-85  | 88-98   | 82-86 | 78-95  |
| Juventus        | 97-86  |        | 78-88 | 82-88 | 98-58 | 92-73 | 85-83  | 86-90   | 94-91 | 78-102 |
| Lietkabelis     | 100-80 | 98-86  |       | 85-79 | 82-77 | 88-95 | 98-90  | 108-105 | 87-79 | 88-94  |
| rytas Vilnius   | 92-79  | 88-86  | 81-67 |       | 97-76 | 81-73 | 87-88  | 104-68  | 99-63 | 81-90  |
| Neptūnas        | 81-64  | 89-91  | 83-73 | 59-80 |       | 84-83 | 99-93  | 107-106 | 92-81 | 72-88  |
| Nevėžis         | 57-71  | 81-99  | 76-67 | 91-82 | 88-77 |       | 64-89  | 87-88   | 71-84 | 53-108 |
| Pieno žvaigždės | 79-86  | 80-95  | 77-80 | 75-84 | 72-86 | 84-71 |        | 70-88   | 79-85 | 63-93  |
| Šiauliai        | 75-82  | 94-112 | 97-87 | 85-98 | 99-68 | 85-73 | 103-90 |         | 95-86 | 86-105 |
| CBet Prienai    | 88-82  | 94-108 | 93-78 | 67-97 | 72-66 | 97-70 | 71-76  | 90-89   |       | 81-101 |
| Žalgiris        | 92-68  | 97-79  | 70-68 | 85-86 | 85-72 | 99-66 | 107-83 | 96-60   | 90-62 |        |

## Playoffs

### Confrontos

#### Quartas de final
| Time 1        | Série | Time 2          | 1º Jogo | 2º Jogo  | 3º Jogo |
| ------------- | ----- | --------------- | ------- | -------- | ------- |
| Žalgiris      | 2 - 0 | Pieno žvaigždės | 81 - 74 | 100 - 81 | -       |
| Juventus      | 2 - 0 | CBET Prienai    | 86 - 72 | 87 - 80  | -       |
| Rytas Vilnius | 2 - 0 | Šiauliai        | 98 - 60 | 101 - 70 | -       |
| Lietkabelis   | 2 - 0 | Neptūnas        | 94 - 93 | 94 - 78  | -       |

#### Semifinal
| Time 1        | Série | Time 2      | 1º Jogo | 2º Jogo  | 3º Jogo | 4º Jogo | 5º Jogo |
| ------------- | ----- | ----------- | ------- | -------- | ------- | ------- | ------- |
| Žalgiris      | 3 - 0 | Juventus    | 100-75  | 116 - 80 | 93 - 75 | -       | -       |
| Rytas Vilnius | 3 - 0 | Lietkabelis | 97-72   | 94 - 74  | 87 - 80 | -       | -       |

#### Decisão de terceiro lugar
| Time 1   | Série | Time 2      | 1º Jogo | 2º Jogo | 3º Jogo | 4º Jogo | 5º Jogo |
| -------- | ----- | ----------- | ------- | ------- | ------- | ------- | ------- |
| Juventus | 2 - 3 | Lietkabelis | 74 - 84 | 85 - 74 | 82-112  | 83 - 79 | 63 - 84 |

#### Final
| Time 1   | Série | Time 2        | 1º Jogo | 2º Jogo | 3º Jogo | 4º Jogo | 5º Jogo |
| -------- | ----- | ------------- | ------- | ------- | ------- | ------- | ------- |
| Žalgiris | 3 - 0 | Rytas Vilnius | 90 - 75 | 92 - 70 | 84 - 73 | -       | -       |

## Campeões
| Betsafe LKL 2020-21 Campeões |
| ---------------------------- |
| Žalgiris 23º título          |

## Clubes lituanos em competições europeias
| Clube         | Competição        | Resultado                                                      |
| ------------- | ----------------- | -------------------------------------------------------------- |
| Žalgiris      | EuroLiga          | Eliminado na temporada regular na 11ª posição com 17v -17d     |
| Lietkabelis   | EuroCopa          | Eliminado Gr.C fase classificatória como 5º colocado (2v - 8d) |
| Neptūnas      | Liga dos Campeões | Eliminado Gr.D fase classificatória por Tsmoki-Minsk (59-69)   |
| rytas Vilnius | Liga dos Campeões | Eliminado na temporada regular como 4º colocado Gr.E 2v-4d     |

## Copa Rei Mindaugas 2020 - Klaipėda
|  |  |  |                 |                       |    |  |  |                   |    |  |  |                 |    |
|  |  |  |                 |                       |    |  |  |                   |    |  |  |                 |    |
|  |  |  |                 |                       |    |  |  |                   |    |  |  |                 |    |
|  |  |  |                 |                       |    |  |  |                   |    |  |  |                 |    |
|  |  |  | Žalgiris Kaunas | 84                    |    |  |  |                   |    |  |  |                 |    |
|  |  |  |                 | 84                    |    |  |  |                   |    |  |  |                 |    |
|  |  |  |                 | Neptūnas Klaipėda     | 72 |  |  |                   |    |  |  |                 |    |
|  |  |  |                 | Neptūnas Klaipėda     | 72 |  |  |                   |    |  |  |                 |    |
|  |  |  |                 |                       |    |  |  |                   |    |  |  |                 |    |
|  |  |  |                 |                       |    |  |  |                   |    |  |  |                 |    |
|  |  |  |                 |                       |    |  |  |                   |    |  |  | Žalgiris Kaunas | 76 |
|  |  |  |                 | Lietkabelis Panevėžys | 69 |  |  |                   |    |  |  |                 |    |
|  |  |  |                 |                       |    |  |  |                   |    |  |  |                 |    |
|  |  |  |                 |                       |    |  |  |                   |    |  |  |                 |    |
|  |  |  | Juventus Utena  | 73                    |    |  |  |                   |    |  |  |                 |    |
|  |  |  |                 | 73                    |    |  |  |                   |    |  |  |                 |    |
|  |  |  |                 | Lietkabelis Panevėžys | 84 |  |  |                   |    |  |  |                 |    |
|  |  |  |                 | Lietkabelis Panevėžys | 84 |  |  | Neptūnas Klaipėda | 69 |  |  |                 |    |
|  |  |  |                 |                       |    |  |  | Neptūnas Klaipėda | 69 |  |  |                 |    |
|  |  |  |                 |                       |    |  |  |                   |    |  |  | Juventus Utena  | 86 |

### Premiação
| Citadele Karaliaus Mindaugo taurė 2021 (Panevėžys) |
| Lituânia                                           |
| -------------------------------------------------- |
| Campeão Žalgiris Kaunas (4° título)                |

MVP da competição:  Joffrey Lauvergne